# Блез Паскал
Блез Паскал (фр. Blaise Pascal; Клермон-Феран, 19. јун 1623 — Париз, 19. август 1662) био је француски математичар, физичар и филозоф.
Паскал је одмалена показивао интересовање за науку па је већ са 18 година конструисао прву математичку машину, механички сабирач како би помогао свом оцу у пословању. 1650. године напушта свет науке и окреће се религији, односно како је он написао „разматрању величине и мистерије човека“.
Паскалу у част је име добила јединица за притисак (1  = 1  / 2).

## Живот и рад
Блез Паскал рођен је 19. јуна у Клермон Ферану, у Француској. Блез је био треће дете Етјена Паскала и Антоанете Бегон. Мајка му је умрла када је имао само три године, остављајући га са две сестре – Жилберт и Жаклин. Године 1631, породица Паскал напушта Клермон и сели се у Париз.
Блезов отац, Етјен Паскал (1588—1651) и сам се интересовао за науку и математику. Био је локални судија у Клермону и био је члан Мерсенове академије. Пошто је имао неортодоксне погледе на образовање, одлучио је да свога сина сам подучава. Етјен је одлучио да Блез неће учити математику до своје петнаесте године, и сва литература у вези математике била је премештена из њихове куће. Настојао је да му син најпре научи латински и грчки. Али Блез је само још више развио своју радозналост и почео да ради геометрију већ у дванаестој години. Иако је био одушевљен његовим знањем, Блезов отац није одустајао од своје одлуке да сам подучава сина. У том раном периоду, међутим, за дечака су били значајни сусрети са Галилејем и Декартом, као и његово познанство са математичарем Фермаом, са којим ће створити темељ теорије вероватноће.
Са петнаест година Блез Паскал је почео да се диви раду Дезарга, а са шеснаест година Паскал је издао јединствен примерак листа са једног од Мерсенових састанака у јуну 1639. године. Садржао је бројеве теорема из пројективне геометрије, укључујући ту и Паскалов мистични шестоугао.
Децембра 1639. године, Паскалова породица је напустила Париз да би живела у Руану, где је Етјен био примљен као скупљач пореза за горњу Нормандију. Брзо по смештању у Руану, Блез је написао свој први рад назван Есеј о конусним пресецима, издат фебруара 1640. године. Исте године Паскал је изумео и први дигитални калкулатор са намером да помогне своме оцу у прикупљању пореза и такси.
Догађаји 1646. године су били врло значајни за младог Паскала. Те године је његов отац повредио ногу и морао је да се опоравља код куће. О њему су се бринула његова млађа браћа, који су били у религиозном покрету из Руана. Они су имали дубок утицај на Паскала и он је постао јако религиозан. Етјен Паскал је умро у септембру 1651. године. После очеве смрти, Блез је писао једној од својих сестара, дајући, при томе, смрти једно дубоко хришћанско значење; и за њега је очева смрт била нешто посебно. Тада је оформио своје идеје које су послужиле као основа за његова писма, обједињена у филозофски рад под називом Мисли (фр. Pensees).
После овога, Паскал је посетио јансенски манастир Порт Ројал де Шамп, који се налазио око 30 km југозападно од Париза. Почео је да издаје анонимна дела на тему религије. Осамнаест провинцијалних писама је било издато у периоду између 1656. године до почетка 1657. године. Све је то било писано као знак одбране од његовог пријатеља Антоана и великог противника Језуита и браниоца јансенизма, који је иначе пре својих студија теологије у Паризу, био осуђиван због свог контроверзног религиозног рада.
Паскалов најпознатији рад из филозофије је Мисли, а на издању о својим личним мислима везаним за људску патњу, судбину и Бога, којем је приступио касне 1656. године, наставио је да ради током 1657. и 1658. године. Овај рад садржи и Паскалову опкладу као доказ да је веровање у Бога разумно само са пратећим аргументима. Ако Бог не постоји, онај ко не верује у њега неће изгубити ништа, а ако, пак, Бог постоји, тај исти човек ће изгубити све зато што није веровао у њега. Паскал је у својој опклади користио математичке аргументе и аргументе из вероватноће, али његова главна рачуница је: „…ми смо сви присиљени да се коцкамо”.

## Религија, филозофија и дела
Паскалов аскетски начин живота произилазио је из веровања да је природно и неопходно да човек пати. 1659. године, Паскал, иначе слабог здравља, озбиљно се разболео. Својих последњих година живота одбијао је помоћ лекара, говорећи да је болест природно стање код хришћана.
Луј XIV угушио је јансенски покрет у Порт Ројалу, 1661. године. Као одговор на ово, Паскал је написао један од својих последњих радова, Ecrit sur la signature du formulaire, поручујући јансенима да се не предају. Касније, те године, његова сестра Жаклин умире, што наводи Паскала да престане са полемикама о јансенизму. Тада се вратио својој првој љубави – проналазаштву. Једном приликом је представио свету вероватно први аутобус, возило са више седишта којим су се људи превозили по Паризу.
Године 1662, Паскалово здравствено стање се погоршава. Видевши да га здравље издаје, тражио је да га преместе у болницу за неизлечиве болести, али лекари су сматрали да је био превише слаб да би га премештали. 18. августа 1662. године, Паскал добија грчеве и прима екстремну дозу лекова. Умро је следећег јутра (19. августа 1662), а његове последње речи биле су: „Нека ме Бог никада не напусти“. Сахрањен је на гробљу Сент Етјен ду Мон.
Аутопсијом је касније утврђено да је имао озбиљне проблеме са стомаком, као и оштећење мозга. Није засигурно утврђено од чега је боловао. Говори се да је можда узрок смрти била туберкулоза или рак стомачних органа, или чак обоје. Али се зна да су Паскалове честе главобоље биле узроковане превеликим умним напрезањем.
Највећи утицај на Паскалово верско опредељење имали су његова болест и јансенски покрет.
Још од своје осамнаесте године, Паскал је претрпео оштећење нервног система, што је оставило последице на његово касније здравље. 1647. године је оболео од парализе и од тада је могао да хода само помоћу штака. Трпео је болове; болела га је глава, имао је упалу црева, ноге су му стално биле хладне услед недовољне циркулације крви. Разлог више да се одсели у Париз са сестром Жаклин био је и тај што ће тамо добити бољу здравствену негу. Здравствено стање му се онда поправило, али услед оштећења нервног система, почео је да пати од хипохондрије, што је умногоме утицало на његову личност и филозофију. Постао је раздражљив, охол и ретко се смејао.
Године 1645, Паскалов отац бива рањен и у то време се о њему бринуо један лекар, припадник јансенског покрета. Блез је тада често разговарао са лекаром и након успешног Етјеновог опоравка, Блез је позајмио неке радове јансенских аутора и тако почео да се интересује за њихове делатности.
У периоду од 1648. до 1654. године, Паскал се, међутим, удаљио од својих почетних верских обавеза. Отац му је умро 1651. године и Паскал је тада добио своје и сестрино наследство. Те исте године, Жаклин је одлучила да се замонаши у Порт Ројалу, упркос противљењима свога брата. Паскал јој у знак протеста није исплатио довољно од њеног наследства како би имала да плати више место у својој служби. Међутим, касније је Паскал попустио.
Када су се ствари средиле са његовом сестром, Паскал је могао коначно да ужива у богатству и слободи. Купио је раскошно опремљену кућу, имао је слуге, и слободно време је углавном попуњавао у друштву интелектуалаца, жена и коцке. Сестра га је корила због његове неозбиљности и молила се за њега.
Током својих посета сестри у Порт Ројалу 1654, Паскал је презрео овоземаљске послове, али се ипак није потпуно окренуо Богу.

## Писма из провинције
Дана 23. новембра 1654. године, Паскал је доживео несрећу на мосту. Његове кочије су пале преко ивице моста, али срећом су се ту и задржале и Паскал и његови пријатељи су успели да се извуку неповређени. Али, Паскал се толико преплашио када је увидео колико му је смрт била близу, да је изгубио свест на неко време. Та несрећа је имала значајан утицај на његову религијску свест, јер је, наиме тврдио да је у ноћи када се освестио, имао визију. Он је то своје искуство забележио на папиру као сопствени подсетник, а гласило је: „Ватра. Боже Аврамов, Боже Исаков, Боже Јаковов, не филозофов и учењаков…“, а завршава се цитатом из Псалма 119:16: „Нећу заборавити твоју реч. Амин.“
Тај подсетник је увек носио са собом, ушивеног у постави капута. Његов слуга је тај папир случајно пронашао након Паскалове смрти. Тај папир је сада познат под називом Меморијал.
Паскал се коначно вратио својим верским обавезама. У јануару 1655, посетио је два манастира у Порт Ројалу. Следеће четири године, редовно је путовао на релацији Порт Ројал – Париз. У том верском преобраћању, почео је да пише своје прво веће религијско дело – Писма из провинције.
Године 1656, Паскал је објавио свој рад у коме напада казуистику, популарни етички метод којим су се служили католички мислиоци (нарочито језуити). Наиме, Паскал је осудио казуитске ставове као пуко коришћење сложених размишљања да би се оправдао недостатак морала. Своје аргументе Паскал је вешто прикрио. Писма из провинције су тобоже били извештаји једног Парижанина своме пријатељу из провинције, о моралу и теолошким темама о тада актуелним интелектуалним и религијским круговима Париза. Серија од 18 писама објављена је између 1656. и 1657. године под псеудонимом Луј де Монталт. То дело је изазвало гнев Луја XIV. Краљ је наредио да се књига спали 1660. године. Затим, 1661. године, јансенска школа у Порт Ројалу бива осуђена и затворена.
Својим последњим објављеним писмом из 1657. године, Паскал је прозвао и самог папу, Александра VII, који је такође осудио писма. Али то није спречило све образоване Французе да прочитају ова писма. Чак је и папа, упркос противљењу јавности, био убеђен у Паскалове аргументе. Осудио је „лабави“ морал у цркви и наредио исправке казуистичких текстова само пар година касније (1665–1666).
Поред свог религијског утицаја, Писма из провинције су била позната и као литерарно дело. Паскалов хумор, подсмевање и „отровна“ сатира учинили су да Писма постану популарна у широким круговима читалаца. Ово дело је касније утицало и на писце као што су Волтер и Жан Жак Русо.
Првих неколико писама говоре о јансенском учењу, као што су догме о „непосредној моћи“ (Писмо I) и „умесном доброчинству“ (Писмо II), и објашњење зашто она нису јеретичка. У осталим писмима, Паскал описује притисак на јансенски покрет у Порт Ројалу да се одрекну својих учења, као и напад на казуисте. Писмо XVI садржи Паскалово јединствено извињење, које гласи: „Написао бих краће писмо, али нисам имао времена“.

## Мисли
Нажалост, Паскал није успео пре смрти да заврши своје најутицајније теолошко дело, Мисли. То дело је у суштини представљало одбрану хришћанске вере, оригиналног назива Одбрана хришћанске религије.
После Паскалове смрти, у његовим приватним архивама, нађени су многи папири по којима су биле исписане његове мисли поређане насумично, али које су се ипак могле читати са разумевањем.
Прва верзија овако одвојених бележака појавила се у штампи у облику књиге 1670. године, под називом Размишљања господина Паскала о религији и другим темама. Убрзо после тога, ова књига је постала класик. Паскалови пријатељи из Порт Ројала су неке делове његових бележака сматрали спорним, па их стога нису ни објавили. Ни сами издавачи нису желели да се настављају даље полемике око Паскалових ставова, па је издавање остало практично недовршено све до 19. века када се Мисли коначно појављују у свом целовитом издању.
Мисли се сматрају ремек-делом и заштитним знаком француске прозе. Паскал је у овом делу посматрао неколико филозофских парадокса: бесконачно и ништавило; веру и разум; душу и материју; живот и смрт; сврху и сујету. Није дошао ни до каквог конкретног закључка, осим сазнања да је опште присутно понижење, незнање и милост. Све ово заједно нашло је место у Паскаловој опклади.
Цитати из Паскалових Мисли:
- „Човек је само трска, најслабија у природи; али то је трска што мисли. Није потребно да се цела васиона наоружава да га смрви: довољна је једна кап воде да га убије. Али и да га васиона смрви, човек би био благороднији него оно што га убија, пошто он зна да умире и зна за надмоћ коју васиона има над њим; васиона о томе не зна ништа. Све наше достојанство састоји се, дакле у мисли. Тиме треба да се поносимо, а не простором и трајањем, које нисмо кадри да испунимо. Трудимо се, дакле да правилно мислимо, у томе лежи начело морала.”
- „Ми увиђамо да постоји бесконачност, а не знамо јој природу.”
- „Ако има Бога, он је бескрајно непојаман, пошто, немајући ни делова ни граница, он нема никакав однос с нама. Ми, дакле нисмо кадри да сазнамо нити шта је Он, нити да ли постоји.”
- „Две претераности: искључити разум, и признати само разум”
- „Ми сазнајемо истину не само разумом него и срцем.”

## Паскалова опклада
Под овим појмом се подразумева Паскалова теорија о веровању у Бога. Опклада заправо представља збирку бележака објављених у делу Мисли.
Опклада говори о томе да је боље веровати да Бог постоји; јер је боље веровати у нешто него не веровати уопште. У својој опклади, Паскал пружа један аналитички процес по коме особа може да процени вредност веровања у Бога. Паскал, дакле, даје само две опције: веровати или не веровати.
Из овога следе могућности:
- Верујеш у Бога.
  - Ако Бог постоји, идеш у рај после смрти; што значи да имаш бескрајну добит.
  - Ако Бог не постоји, губиш; твој губитак је коначан и самим тим занемарљив.
- Не верујеш у Бога.
  - Ако Бог постоји, идеш у пакао; губитак је бескрајан.
  - Ако Бог не постоји, твоја добит је коначна и самим тим занемарљива.

Овим опцијама и статистикама, Паскал се надао да је доказао да је једино разборито решење за човека – веровати у Бога. Паскал се такође надао да ће бар, ако не успе да невернике претвори у хришћане, успети да им покаже сврху, вредност и могућу потребу да бар размотре питање постојања Бога.
У својим осталим делима је настојао да докаже да је хришћанска вера исправна. Опклада је највише критикована од стране многих мислилаца, укључујући и Волтера. Али већина ових критика је углавном настала извлачењем Паскалових аргумената из контекста, несагледаних као целина.
Паскал се сматра једним од најзначајнијих аутора француског класичног периода, као и једним од великих мајстора француске прозе.

## Доприноси математици

### Паскалов аритметички троугао
Године 1653. Паскал пише своје дело Теза о аритметичком троуглу (фр. Traité du triangle arithmétique), износећи у њему опис табеларног приказа за биномне коефицијенте који се данас зове Паскалов троугао.
|   | 0 | 1 | 2  | 3  | 4  | 5 | 6 |
| - | - | - | -- | -- | -- | - | - |
| 0 | 1 | 1 | 1  | 1  | 1  | 1 | 1 |
| 1 | 1 | 2 | 3  | 4  | 5  | 6 |   |
| 2 | 1 | 3 | 6  | 10 | 15 |   |   |
| 3 | 1 | 4 | 10 | 20 |    |   |   |
| 4 | 1 | 5 | 15 |    |    |   |   |
| 5 | 1 | 6 |    |    |    |   |   |
| 6 | 1 |   |    |    |    |   |   |

Настао је као резултат његовог интересовања за руски рулет и остале игре на срећу. Представља бесконачан низ природних бројева поређаних у облику пирамидалне шеме. Ови бројеви посматрани по врстама се понашају као биномни коефицијенти.

### Паскалова теорема
Пратећи друге радове, Паскал са шеснаест година пише расправу о конусним пресецима – Essai sur les coniques. Иако већи део изгубљен, важан део је сачуван, познат као Паскалова теорема. Паскалов рад је био толико зрело написан да је Декарт, када је видео рукопис, одбио да поверује да дело није заслуга његовог оца.
У пројективној геометрији, Паскалова теорема излаже да ако је произвољан шестоугао уписан у било који конусни пресек, a супротан пар страна је продужен све до тачке спајања, три тачке спајања ће лежати на правој линији, Паскаловој линији конфигурације. У еуклидској равни, ова теорема има изузетке.

### Паскалина
Паскал је, 1642. године, када је имао само 19 година, отпочео рад на механичком калкулатору који се назива Паскалина. Он је тада помагао свом оцу, који је био сакупљач пореза и желео је да му олакша посао. Први модел је израђен 1645. године, а 1652. године је израђено већ 50 прототипова, од којих је бар 12 продато. Цена и сложеност машине онемогућили су даљу производњу, као и чињеница да је само Паскал могао да је поправи. У то време, он је већ имао друга научна интересовања.
Паскалов калкулатор је био децимална машина, што је био недостатак, јер у то време француски новчани систем није био децимални. Његов рад се заснивао на зупчаницима. Касније верзије су имале 8 зупчаника, што значи да је калкулатор могао да рачуна са вредностима до 9.999.999. Зупчаници су се окретали само у једном смеру, па директан рад са негативним бројевима није био могућ, већ се за негативне бројеве користио такозвани „комплемент (до 9) броја”.

### Филозофија математике
Паскал је дао највећи допринос филозофији математике у делу О геометријском духу (фр. De l'Esprit géométrique), које је написао као предговор уџбенику геометрије за једну чувену школу. Рад је објављен тек око сто година након његове смрти. То дело је такође користио и да развије своју теорију дефиниције. Он је направио разлику између дефиниција које су уобичајене етикете које је одредио писац, и дефиниција унутар језика, јасне свима, зато што јасно означавају ствари на које се односе. Друга дефиниција би била карактеристика филозофије есенцијализма. Према Паскалу, само дефиниције првог типа су важне за науку и математику.
У делу О уметности убеђивања (фр. De l'Art de persuader), Паскал је дубље истражио аксиоматски метод геометрије, посебно се бавећи питањем како људи постају убеђени у тачност аксиома на којима су засновани каснији закључци. Паскал је био уверен да постизање сигурности у ове аксиоме и закључке из њих изведене кроз људске методе није могуће. Сматрао је да ови принципи могу бити схваћени једино путем интуиције, и да ова чињеница наглашава неопходност потчињавања Богу у откривању истина.

## Паскалов допринос физици
Паскалов рад на пољу изучавања флуида (хидродинамичких и хидростатичних) био је заснован на принципима хидрауличних флуида. Његов проналазак укључује и хидрауличну пресу (коришћењем хидрауличног притиска како би се повећала снага) као и штрцаљку. До 1646. године, Паскал је изучио Торичелијев експеримент са барометрима. Након што је поновио експеримент, који је подразумевао постављање тубе испуњене живом наопако у бокал живе, Паскал је поставио питање која сила је држала живу у туби и шта је испуњавало простор изнад живе у туби. До тада, већина научника је радије веровала да тај простор испуњава нека невидљива материја него вакуум.
Настављајући даље експерименте, Паскал је 1647. године написао дело Нови експерименти са вакуумом (фр. Experiences nouvelles touchant le vide), у ком је детаљно описао основна правила, наводећи на којој температури различите течности могу бити подупиране ваздушним притиском. Он такође износи и разлоге зашто се баш вакуум налази изнад течности у туби барометра. Паскал 1648. године наставља са експериментима којима потврђује да висина живе може да се промени. Експеримент је заживео у Европи као коначна теорија о принципима и вредностима барометра.
Суочен са критикама да мора постојати нека невидљива материја која испуњава празан простор, Паскал је у свом одговору упућеном научницима дао један од најзначајнијих изјава седамнаестог века о научној методи :
Како би показао да је хипотеза очигледна, није довољно да сви феномени из ње следе, већ ако она доводи до нечега што је у супротности, са макар једним феноменом, то је довољно да се докаже њена нетачност.
Његово инсистирање на постојању вакуума узроковало је и конфликте са многим истакнутим научницима укључујући и Декарта.

## Наслеђе
У знак признања његовим великим заслугама у многим пољима науке и инжењерства, његово име је додељено многим појмовима. Никлаус Вирт је назвао један, у то време револуционарни, структурирани програмски језик, . Јединица мере за притисак по међународном систему мера је 1 .
У хидростатици постоји Паскалов закон. У аритметици постоји Паскалов троугао.